# ATP Challenger Nizza
Der ATP Challenger Nizza (offiziell: Nizza Challenger) war ein Tennisturnier, das zwischen 1998 und 1999 in Nizza, Frankreich, stattfand. Es gehörte zur ATP Challenger Tour und wurde im Freien auf Sand gespielt.

## Liste der Sieger

### Einzel
| Jahr | Sieger         | Finalgegner        | Ergebnis      |
| ---- | -------------- | ------------------ | ------------- |
| 1999 | Gastón Gaudio  | Jacobo Díaz        | 6:2, 6:3      |
| 1998 | Mariano Puerta | Arnaud Di Pasquale | 6:7, 6:4, 6:4 |

### Doppel
| Jahr | Sieger                                 | Finalgegner               | Ergebnis      |
| ---- | -------------------------------------- | ------------------------- | ------------- |
| 1999 | Martín Alberto García Sebastián Prieto | Tomáš Cibulec Leoš Friedl | 7:6, 6:4      |
| 1998 | Devin Bowen Mariano Hood               | Mariano Puerta André Sá   | 7:5, 3:6, 6:4 |